# Girls (singel Rity Ory)
Girls – piosenka brytyjskiej wokalistki Rity Ory z gościnnym udziałem Cardi B, Bebe Rexhy i Charli XCX, wydana 11 maja 2018 roku przez Atlantic Records.
Nagranie w Polsce uzyskało certyfikat złotej płyty.

## Listy
| Listy (2018)                       | Najwyższa pozycja |
| ---------------------------------- | ----------------- |
| Australia (ARIA)                   | 52                |
| Austria (Ö3 Austria Top 40)        | 62                |
| Belgia (Ultratip Flandria)         | 33                |
| Belgia (Ultratip Walonia)          | 1                 |
| Niemcy (Official German Charts)    | 69                |
| Irlandia (IRMA)                    | 26                |
| Nowa Zelandia [Heatseekers] (RMNZ) | 1                 |
| Szkocja (Official Charts Company)  | 15                |
| Szwajcaria (Schweitzer Hitparade)  | 54                |
| Szwecja (Sverigetopplistan)        | 66                |
| Wielka Brytania (UK Singles Chart) | 22                |